# Бахерден

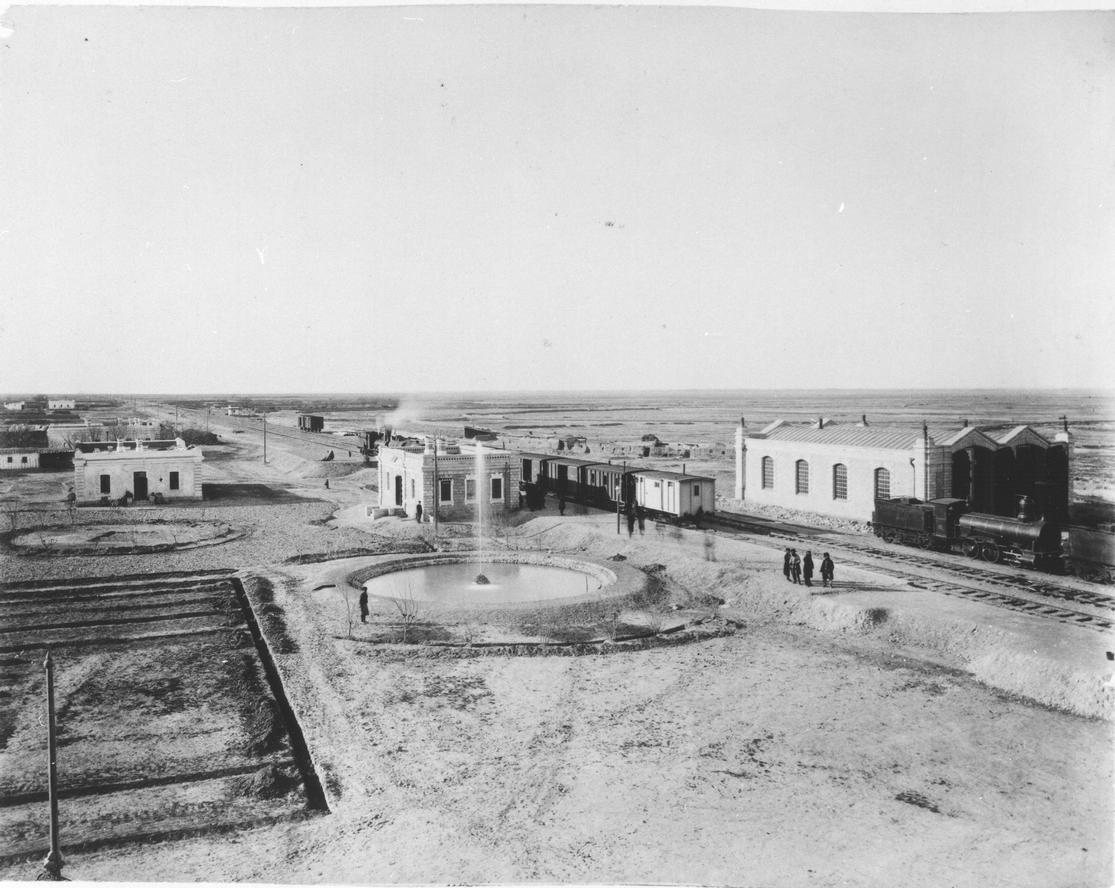
Станция Бахарден Закаспийской железной дороги (1890 год).

Бахерден, Бахарден (туркм. Bäherden) — промышленный город, административный центр Бахерденского этрапа Ахалского велаята Туркменистана.

## История
Местность, в которой находилось поселение, вошла в состав России в 1881 году. В конце XIX века в нём проживало 789 человек, располагалась железнодорожная станция Закаспийской железной дороги. Бахарден был центром Дурунского приставства.
Поселок городского типа Бахарден был центром Бахарденского района Туркменской ССР. 5 мая 1993 года он был переименован в Бахерден, а 23 октября 2003 года — в Бахарлы. 3 февраля 2008 года получил статус города. 5 января 2018 года город Бахарлы вновь переименован в Бахерден.

## География
Расположен у северного подножия Копетдага в 101 км от Ашхабада. Через город проходит автодорога М37, рядом находится Каракумский канал.

## Население
Население Бахардена — 24 139 человек (2008 год).
| Год       | 1897 | 1959 | 1970 | 1979   | 1989   | 2008   | 2022   |
| --------- | ---- | ---- | ---- | ------ | ------ | ------ | ------ |
| Население | 789  | 5476 | 8045 | 10 555 | 16 823 | 24 139 | 37 588 |

## Экономика
В городе находились фабрики  национального платья (кетени) и ковровая. Ковёр-гигант «Золотой век» площадью 301 м², сотканный в честь 10-летия независимости Туркменистана 40 ковровщицами из Бахардена за восемь месяцев, занесён в Книгу рекордов Гиннесса как самое крупное в мире ковровое полотно ручной работы.

## Достопримечательности
В 19 км к юго-востоку от Бахардена находится Бахарденская пещера — карстовая известняковая пещера с подземным озером Кёв-Ата.